# Only the Strong Survive
Albums de Bruce Springsteen
Letter to You
(2020)
Singles
1. Do I Love You (Indeed I Do)
Sortie : 29 septembre 2022
2. Nightshift
Sortie : 14 octobre 2022
3. Don't Play That Song
Sortie : 28 octobre 2022
4. Turn Back the Hands of Time
Sortie : 11 novembre 2022

Only the Strong Survive est le 21e album studio du chanteur américain Bruce Springsteen sorti le 11 novembre 2022. Cet album est un album de reprises de chansons R&B et soul, et son deuxième album de reprises après We Shall Overcome: The Seeger Sessions (2006). Il est annoncé le 29 septembre 2022, en même temps que la sortie de Do I Love You (Indeed I Do), une reprise de la chanson par Frank Wilson. Les singles Nightshift, Don't Play That Song et Turn Back the Hands of Time sortent ultérieurement.

## Contexte et enregistrement
À la mi-septembre 2022, le fondateur de Rolling Stone, Jann Wenner, révèle que Bruce Springsteen prévoit de sortir un nouvel album avant la fin de l'année. Le 29 septembre 2022, Bruce Springsteen annonce officiellement l'album et déclare qu'il « voulait faire un album où il ne ferait que chanter » et tenter de « rendre justice » au « grand répertoire américain des années 1960 et 70 ». Il enregistre l'album dans son studio Thrill Hill Recording, situé dans le New Jersey, après ses sessions pour Letter to You (2020). L'album est produit par Ron Aniello, qui joue tous les instruments à l'exception de la guitare et du piano de Bruce Springsteen, et des cuivres joués par le E Street Band. L'album comprend également deux duos avec Sam Moore.

## Promotion
Bruce Springsteen commence à promouvoir l'album en postant des vidéos teaser sur les médias sociaux durant le mois de septembre 2022, y compris des extraits audio des couvertures. Le 29 septembre 2022, une vidéo musicale est publiée pour le premier single de l'album, Do I Love You (Indeed I Do). Un clip pour le deuxième single de l'album, Nightshift, sort le 14 octobre 2022. Le 28 octobre 2022, un clip est dévoilé pour le troisième single de l'album, Don't Play That Song. Enfin, le quatrième single de l'album, Turn Back the Hands of Time, reçoit également un clip le 11 novembre 2022.
Pour promouvoir la sortie de l'album, Bruce Springsteen fait quatre apparitions dans l'émission de Jimmy Fallon, The Tonight Show Starring Jimmy Fallon, du 14 au 16 novembre 2022, ainsi que dans un épisode spécial Thanksgiving le 24 novembre 2022.

## Liste des titres
| 1.    | Only the Strong Survive                     | - Jerry Butler - Kenny Gamble - Leon Huff              | Jerry Butler                                               | 2:59 |
| 2.    | Soul Days (feat. Sam Moore)                 | Jonnie Barnett                                         | Dobie Gray                                                 | 3:58 |
| 3.    | Nightshift                                  | - Walter Orange - Dennis Lambert - Franne Golde        | Commodores                                                 | 4:56 |
| 4.    | Do I Love You (Indeed I Do)                 | Frank Wilson                                           | Frank Wilson                                               | 2:27 |
| 5.    | The Sun Ain't Gonna Shine Anymore           | - Bob Crewe - Bob Gaudio                               | Frankie Valli, popularisée par The Walker Brothers         | 3:44 |
| 6.    | Turn Back the Hands of Time                 | - Jack Daniels - Bonnie Thompson                       | Tyrone Davis                                               | 3:07 |
| 7.    | When She Was My Girl                        | - Larry Gottlieb - Marc Blatte                         | Four Tops                                                  | 3:17 |
| 8.    | Hey, Western Union Man                      | - Jerry Butler - Kenny Gamble - Leon Huff              | Jerry Butler                                               | 3:53 |
| 9.    | I Wish It Would Rain                        | - Norman Whitfield - Barrett Strong - Rodger Penzabene | The Temptations                                            | 3:24 |
| 10.   | Don't Play That Song                        | - Ahmet Ertegun - Betty Nelson                         | Ben E. King                                                | 3:34 |
| 11.   | Any Other Way                               | William Bell                                           | William Bell                                               | 2:54 |
| 12.   | I Forgot to Be Your Lover (feat. Sam Moore) | - William Bell - Booker T. Jones                       | William Bell                                               | 2:28 |
| 13.   | 7 Rooms of Gloom                            | Holland-Dozier-Holland                                 | Four Tops                                                  | 2:39 |
| 14.   | What Becomes of the Brokenhearted           | - William Weatherspoon - Paul Riser - James Dean       | Jimmy Ruffin                                               | 3:31 |
| 15.   | Someday We'll Be Together                   | - Johnny Bristol - Jackey Beavers - Harvey Fuqua       | Johnny & Jackey, popularisée par Diana Ross & the Supremes | 3:33 |
| 50:31 |                                             |                                                        |                                                            |      |

## Critique
Sur Metacritic, Only the Strong Survive reçoit un score de 74 sur 100 sur la base de seize critiques, ce qui indique un accueil « généralement favorable ». Erica Campbell du New Musical Express (NME) estime que Bruce Springsteen « ressuscite ces classiques comme un moyen de célébrer, en rappelant certains des auteurs-compositeurs et chanteurs les plus forts de tous les temps avec 15 hommages énormes et sincères, au lieu de se contenter de ré-imaginations superficielles ». Jonathan Bernstein, de Rolling Stone, écrit que, bien qu'il soit « dommage » qu'à part les joueurs de cuivres et un « caméo de Sam Moore, on ne retrouve aucun des musiciens à l'âme profonde du passé de Springsteen dans sa lettre d'amour au R&B » et que « même si les arrangements semblent parfois statiques dans leur mimétisme, la voix de Springsteen brille et étincelle ».
Emma Harrison de Clash décrit Only the Strong Survive comme « un voyage sonore astucieux à travers un genre qui a toujours résonné avec le Boss », écrivant qu'il est « clair sans équivoque » la « passion » de Bruce Springsteen pour les genres de la soul et du R&B, ainsi qu'une « occasion idéale pour un nouveau public de découvrir les glorieuses découvertes d'un pilier du rock 'n' roll ». Michael Elliott de PopMatters est d'accord pour dire que « l'amour de Springsteen pour cette musique soul joyeuse et intemporelle est jubilatoire et contagieux », mais que si sa voix principale « est généralement à la hauteur » et que son « râle robuste est parfait pour » l'album, il y a des moments où il « a du mal, semble précipité, alors que la chanson le dépasse ».
Dans sa critique de l'album pour musicOMH, John Murphy fait remarquer que « le disque fonctionne mieux lorsqu'il plonge dans des territoires moins familiers », qualifiant l'album de « Bruce fait du karaoké ». Neil McCormick du Daily Telegraph trouve que l'album « nous rappelle à quel point le R'n'B a filtré dans le son rock épique qu'il a finalement développé » et le compare à « l'apparition par hasard du meilleur groupe de bar du monde jouant la meilleure setlist du monde à la fête la plus folle jamais organisée ». Stephen Thomas Erlewine, de AllMusic, écrit que les morceaux choisis pour l'album « témoignent d'une connaissance approfondie et d'un bon goût » et sont « suffisamment agréables » pour que « Springsteen et Aniello ne ré-interprètent pas exactement ces 15 chansons : ils les jouent simplement pour s'amuser ».
Sam Sodomsky de Pitchfork écrit que l'album a « du caractère, et plus que ça, il a de l'énergie : Springsteen n'a jamais eu l'air aussi léger, aussi déchargé, sur disque », résumant que Bruce Springsteen « semble plus motivé par l'acte de création lui-même : allumer une étincelle » et savoir que d'autres pourraient trouver dans les chansons « l'espoir » qu'elles lui ont « fourni » à l'origine.

## Classements hebdomadaires
| Classement (2022)                  | Meilleure position |
| ---------------------------------- | ------------------ |
| Allemagne (Media Control AG)       | 1                  |
| Australie (ARIA)                   | 3                  |
| Autriche (Ö3 Austria Top 40)       | 1                  |
| Belgique (Flandre Ultratop)        | 2                  |
| Belgique (Wallonie Ultratop)       | 3                  |
| Canada (Canadian Albums Chart)     | 8                  |
| Danemark (Tracklisten)             | 4                  |
| Écosse (OCC)                       | 1                  |
| Espagne (Promusicae)               | 2                  |
| États-Unis (Billboard 200)         | 8                  |
| Finlande (Suomen virallinen lista) | 3                  |
| France (SNEP)                      | 3                  |
| Irlande (Irish Albums Chart)       | 2                  |
| Italie (FIMI)                      | 2                  |
| Norvège (VG-lista)                 | 1                  |
| Nouvelle-Zélande (RIANZ)           | 4                  |
| Pays-Bas (Mega Album Top 100)      | 1                  |
| Portugal (AFP)                     | 2                  |
| Royaume-Uni (UK Albums Chart)      | 2                  |
| Suède (Sverigetopplistan)          | 1                  |
| Suisse (Schweizer Hitparade)       | 1                  |